# Walferdange
Walferdange (en luxembourgeois : Walfer  et en allemand : Walferdingen) est une localité luxembourgeoise et le chef-lieu de la commune portant le même nom située dans le canton de Luxembourg.
Au 1er janvier 2022, la commune de Walferdange compte 8 552 habitants.

## Géographie

### Localisation
La commune de Walferdange est située au nord de la ville de Luxembourg dans la vallée de l'Alzette.
La localité de Walferdange se situe au centre de la commune.

### Sections de la commune
- Bereldange (en luxembourgeois : Bäreldeng)
- Helmsange (en luxembourgeois : Helsem)
- Walferdange (siège)

### Voies de communication et transports
La route nationale N7 traverse la commune. 
Par les lignes 10, 11 et 26 des autobus de la ville de Luxembourg ainsi que quelques lignes du RGTR, la commune est connectée à la ville de Luxembourg et direction Mersch. La commune possède un service « City-Bus » sur réservation, le « Walfy Flexibus ».
La gare de Walferdange est une gare ferroviaire de la ligne 1, de Luxembourg à Troisvierges-frontière.

## Histoire
La commune est née le 1er janvier 1851 de la séparation des sections de Bereldange, Helmsange et Walferdange de la commune de Steinsel. Entre 1853 et 1879, le château de Walferdange était la résidence officielle du Prince Henri d'Orange-Nassau et de sa femme Amélie de Saxe-Weimar-Eisenach.

## Politique et administration

### Liste des bourgmestres
| Identité                              | Période          | Période                                      | Durée                       | Étiquette |
| Identité                              | Début            | Fin                                          | Durée                       | Étiquette |
| ------------------------------------- | ---------------- | -------------------------------------------- | --------------------------- | --------- |
| Carlo Meintz (d) (1933 - 2018)        | 1967             | 1987                                         | 20 ans                      | DP        |
| Erna Hennicot-Schoepges (née en 1941) | 1988             | 1995                                         | 7 ans                       | CSV       |
| Marcel Sauber (en) (né en 1939)       | 1995             | 1999                                         | 4 ans                       | CSV       |
| Carlo Meintz (d) (1933 - 2018)        | 2000             | 19 décembre 2002                             | 2 ans                       | DP        |
| Guy Arendt (né en 1954)               | 20 décembre 2002 | 17 décembre 2015 (entrée au gouvernement (d) | 12 ans, 11 mois et 27 jours | DP        |
| Joëlle Elvinger (née en 1980)         | 18 janvier 2016  | 8 novembre 2017                              | 1 an, 9 mois et 21 jours    | DP        |
| François Sauber (d)                   | 9 novembre 2017  | En cours                                     | 7 ans, 7 mois et 20 jours   | CSV       |

### Jumelages
Depuis 1971, la commune est jumelée, sous le signe de la rose, avec:
| Ville | Ville         | Pays | Pays      | Période     |
| ----- | ------------- | ---- | --------- | ----------- |
|       | Limana        |      | Italie    | depuis 1971 |
|       | Longuyon      |      | France    | depuis 1971 |
|       | Schmitshausen |      | Allemagne | depuis 1971 |

## Population et société

### Démographie
L'évolution du nombre d'habitants est connue à travers les recensements de la population effectués dans le pays depuis 1821. Les recensements décennaux de la population permettent de caler les chiffres sur la composition de la population par sexe, âge, nationalité et commune de résidence. Entre deux recensements, la population au 1er janvier de l’année {\displaystyle x} est évaluée en ajoutant à la population au 1er janvier de l’année {\displaystyle x-1} les soldes naturel (naissances {\displaystyle -} décès) et migratoire (arrivées {\displaystyle -} départs) de l'année. La même méthode est appliquée pour la répartition par âge au 1er janvier et les effectifs totaux par nationalité. Depuis le 1er septembre 2023, le Luxembourg dénombre 100 communes.
Au 1er janvier 2024, la commune comptait 8 866 habitants.
| 1821 | 1851 | 1871  | 1880 | 1890 | 1900 | 1910  | 1922  | 1930  |
| ---- | ---- | ----- | ---- | ---- | ---- | ----- | ----- | ----- |
| 594  | 854  | 1 020 | 885  | 892  | 941  | 1 015 | 1 121 | 1 500 |

| 1935  | 1947  | 1960  | 1970  | 1978  | 1979  | 1981  | 1983  | 1984  |
| ----- | ----- | ----- | ----- | ----- | ----- | ----- | ----- | ----- |
| 1 726 | 2 132 | 3 008 | 4 279 | 5 278 | 5 311 | 5 300 | 5 410 | 5 520 |

| 1985  | 1986  | 1987  | 1988  | 1989  | 1990  | 1991  | 1992  | 1993  |
| ----- | ----- | ----- | ----- | ----- | ----- | ----- | ----- | ----- |
| 5 590 | 5 690 | 5 680 | 5 700 | 5 811 | 5 853 | 5 819 | 5 871 | 5 913 |

| 1994  | 1995  | 1996  | 1997  | 1998  | 1999  | 2000  | 2001  | 2002  |
| ----- | ----- | ----- | ----- | ----- | ----- | ----- | ----- | ----- |
| 5 982 | 6 063 | 6 134 | 6 138 | 6 280 | 6 328 | 6 459 | 6 437 | 6 451 |

| 2003  | 2004  | 2005  | 2006  | 2007  | 2008  | 2009  | 2010  | 2011  |
| ----- | ----- | ----- | ----- | ----- | ----- | ----- | ----- | ----- |
| 6 495 | 6 647 | 6 639 | 6 764 | 6 826 | 6 889 | 7 117 | 7 291 | 7 240 |

| 2012  | 2013  | 2014  | 2015  | 2016  | 2017  | 2018  | 2019  | 2020  |
| ----- | ----- | ----- | ----- | ----- | ----- | ----- | ----- | ----- |
| 7 404 | 7 563 | 7 715 | 7 819 | 7 818 | 8 046 | 8 169 | 8 231 | 8 424 |

| 2021  | 2022  | 2023  | 2024  | - | - | - | - | - |
| ----- | ----- | ----- | ----- | - | - | - | - | - |
| 8 418 | 8 552 | 8 730 | 8 866 | - | - | - | - | - |

Le graphique qui aurait dû être présenté ici ne peut pas être affiché car il utilise l'ancienne extension Graph, désactivée pour des questions de sécurité. Des indications pour créer un nouveau graphique avec la nouvelle extension Chart sont disponibles ici.

### Enseignement
À ses débuts, l'un des trois sites de l'université du Luxembourg se situait au château de Walferdange — lequel a longtemps abrité l'Institut pédagogique puis l'Institut supérieur d'études et de recherches pédagogiques (ISERP) — jusqu'à la relocalisation des enseignements supérieurs et universitaires au campus de Esch-Belval. Actuellement, divers services annexes du ministère de l'Éducation nationale occupent le château et les bâtiments ou locaux voisins.

### Sport
Nombreux clubs sportifs sont basés à Walferdange. Parmi eux, on peut citer :
- BBC Résidence Walferdange, club de basket-ball
- RSR Walfer, club de volley-ball
- De Renert Walferdange, club de rugby à XV
- FC Résidence Walferdange, club de football
- Badminton Résidence Walfer, club de badminton
- Optimists Cricket Club, club de cricket
- Tennis Club Résidence Walfer, club de tennis.

### Équipements publics
La commune dispose depuis 1982 d'une piscine à Helmsange, la piscine intercommunale de l'Alzette (Pidal), gérée par un syndicat intercommunal créé en 1972 auquel adhèrent également les communes de Lorentzweiler et Steinsel.

## Culture locale et patrimoine

### Lieux et monuments
Une villa romaine et le qanat des Raschpëtzer, un aqueduc romain souterrain, sont situés à Helmsange.
Le château de Walferdange était à partir de 1853 la résidence du prince Henri d'Orange-Nassau et de sa femme Amélie de Saxe-Weimar-Eisenach. Après la mort du prince Henri en 1879 et l'indépendance du Luxembourg, le château est devenu la seconde résidence du Grand-Duc Adolphe jusqu'en 1905.
Au 20e siècle on extrayait du gypse dans un tunnel situé à Helmsange. Aujourd'hui, ce tunnel appartient au réserve naturel Sonnebierg. En raison de ses conditions optimales, le tunnel est maintenant utilisé pour installer et tester des instruments de mesure destinés à la recherche géophysique.
En face de la gare de Walferdange se trouve le Jardin des Roses, renouvelé en 2015. Au milieu du 19e siècle un grand nombre de rosiéristes existaient au Luxembourg, y compris à Walferdange. Depuis, la commune a une relation intense avec la rose. Le rond-point des Roses se situe au centre de Walferdange, tout près de l'église.
La culture est bien ancrée à Walferdange avec les centres culturels Prince Henri et Cultur@Walfer (CAW). L'Harmonie Grand-Ducale Marie-Adélaïde (Walfer Musek), nommée d'après la Grande-Duchesse Marie Adélaïde, existe depuis 1912.
Les "Walfer Bicherdeeg" (Journées du livre) organisées par la commune de Walferdange sont chaque année un rendez-vous important pour les éditeurs, auteurs et lecteurs du Luxembourg et de la Grande-Région.

### Personnalités liées à la commune
- Le prince Henri d'Orange-Nassau, fils cadet du roi Guillaume II des Pays-Bas, gouverneur du Luxembourg, meurt à Walferdange le 14 janvier 1879 ;
- Guy Arendt, avocat d'affaires, ancien député, bourgmestre de Walferdange et secrétaire d'État (de décembre 2015 à décembre 2018) dans le gouvernement Bettel-Schneider ;
- Gaston Vogel (* 1937 à Walferdange), avocat et auteur.

### Héraldique, logotype et devise
| Blason de Walferdange | Blason  | D'or au renard rampant de gueules tenant de ses pattes de devant une flèche du même posée en pal, accompagné de sept billettes aussi de gueules posées en orle aux flancs et en pointe, au chef, d'azur à la porte de trois tours ouverte d'or                                             |
| Blason de Walferdange | Détails | - Le blason de la commune a été agréé le 26 mars 1984 par arrêté ministériel (Mémorial B de 1984 page 454). - Depuis 2010 la commune dispose également d'un logo moderne, dont les couleurs représentent les forêts proches et l'Alzette. Le statut officiel du blason reste à déterminer. |